# Shiselweni
Shiselweni est un district de l'Eswatini situé au sud du pays.

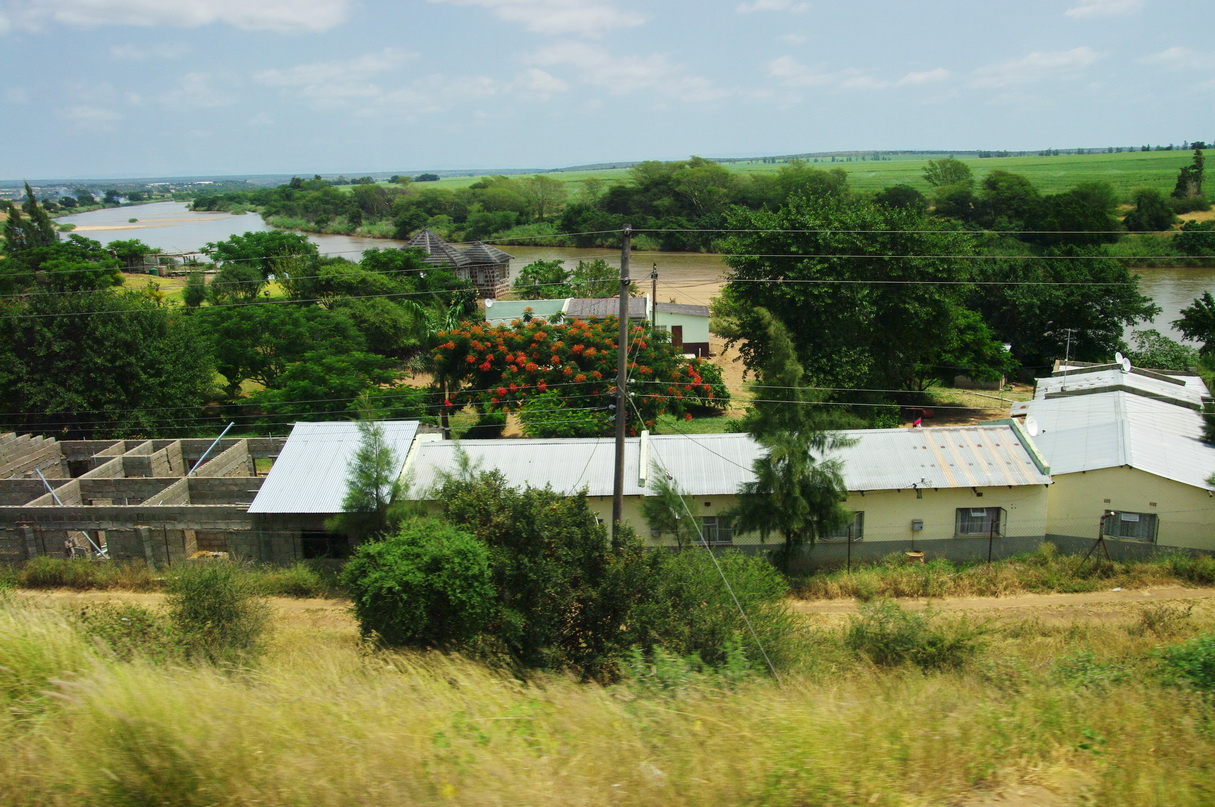
Village dans le Lowveld, Swaziland